# Kościół św. Michała w Pekinie
Kościół św. Michała w Pekinie (chiń. 东交民巷天主堂) – kościół katolicki znajdujący się przy ulicy Dongjiaomin w dzielnicy Dongcheng w Pekinie.
Został wybudowany w roku 1901, na terenie ówczesnej dzielnicy francuskiej i w zamierzeniu miał służyć jej mieszkańcom. Był to ostatni kościół w mieście wzniesiony przez misjonarzy.
Kościół zamknięto w 1958; ponownie otwarty został w 1989 roku.
Kościół św. Michała jest niewielką budowlą w stylu gotyckim, zwróconą w kierunku południowym i zwieńczoną spiczastymi iglicami. Nad wejściem umieszczono figurę anioła. W oknach znajdują się witraże.